# Stenopsyche banksi
Stenopsyche banksi är en nattsländeart som beskrevs av Martin E. Mosely 1942. Stenopsyche banksi ingår i släktet Stenopsyche och familjen Stenopsychidae. Inga underarter finns listade i Catalogue of Life.